# Ассар, Насир
Насир Ассар (перс. نصیر عصار‎; февраль 1926, Тегеран — 4 октября 2015, Бетесда, штат Мэриленд) — иранский дипломат, 5-й генеральный секретарь Организации Центрального Договора (СЕНТО) в 1972—1975 годах.

## Биография
Насир Ассар родился в Тегеране в феврале 1926 года. После окончания в 1945 году юридического факультета Тегеранского университета поступил на работу в Министерство иностранных дел. Работал в посольствах Ирана в Германии, Турции и Организации Объединенных Наций, а также занимал должность генерального директора по международным делам в канцелярии премьер-министра. 
Затем он отправился в Нью-Йорк в качестве заместителя генерального консула. Его следующая должность была советник иранского посольства в Вашингтоне, где он также стал членом иранской делегации при ООН.
В 1964 году Насир Ассар был назначен главой Департамента религиозных пожертвований. Данную должность он занимал до 1972 года. Организация вела надзор за многочисленными религиозными фондами страны, управление отношениями с духовными лидерами по вопросам эндаументов, а также поездки и обмены с коллегами в ряде исламских стран.
В 1972 году Насир вернулся в министерство иностранных дел и стал генеральным секретарем СЕНТО, заместителем секретаря по политическим и парламентским делам (1975–77) и советником министра иностранных дел по политическим вопросам (1975–79).
После свержения монархии и победы исламской революции в 1979 году, Насир и его семья покинули Иран и обосновались в Роквилле.

## Семья
У Насира остались жена Джина, сын Амир и дочь Мариам.

## Смерть
Насир Ассар скончался 4 октября 2015 года в своем доме в Бетесде в возрасте 89 лет.